# Sévaz
Sévaz é uma comuna da Suíça, localizada no Cantão de Friburgo, com 249 habitantes, de acordo com o censo de 2010 . Estende-se por uma área de 2,5 km², de densidade populacional de 101 hab/km². Confina com as seguintes comunas: Bussy, Estavayer-le-Lac, Les Montets e Montbrelloz
A língua oficial nesta comuna é o francês.

## Idiomas
De acordo com o censo de 2000, a maioria da população fala francês (89,7%), sendo o alemão a segunda língua mais comum, com 6,2%, e o inglês a terceira, com 1,4%.